# Olympia 06
Albums de Grégory Lemarchal
Je deviens moi
(2005) La Voix d'un ange
(2007)
Singles
1. Même si (live)
Sortie : 23 octobre 2006

Olympia 06 est le premier album live de Grégory Lemarchal, sorti le 23 octobre 2006. Il a été enregistré lors des quatre concerts donnés à l’Olympia de Paris en mai 2006, dans le cadre de sa tournée soutenant son premier album Je deviens moi.

## Contexte
Cet enregistrement immortalise la première tournée solo de Grégory Lemarchal, conclue par quatre récitals à l’Olympia de Paris en mai 2006. Il comprend des interprétations de ses chansons originales ainsi que des reprises marquantes, et deux duos : « Même si (What You're Made of) » avec Lucie Silvas et une version bonus avec Nolwenn Leroy.

## Sortie et promotion
L’album est sorti le 23 octobre 2006 en CD et DVD sous le label Mercury (Universal).  
Une édition vinyle a été commercialisée en décembre 2020, dont une partie des bénéfices a été reversée à l’Association Grégory Lemarchal.

## Singles
Le premier et unique single extrait de l’album live est Même si (What You're Made of) (live en duo avec Lucie Silvas), sorti fin 2006. Le titre a atteint la 2e place du Top 50 français et y est resté pendant 26 semaines.  
Une version alternative de la chanson, enregistrée en duo avec Nolwenn Leroy, figure en piste bonus sur le disque.

## Liste des titres
1. Intro
2. Je deviens moi
3. Je suis en vie
4. Mon ange
5. Promets-moi
6. Il n'y a qu'un pas
7. Aussi libre que moi
8. Même si (What You're Made of) (feat. Lucie Silvas)
9. À corps perdu
10. Fais-moi un signe
11. Le feu sur les planches
12. Nos fiançailles
13. Pardonne-moi
14. The Show Must Go On
15. Écris l'histoire
16. Je t'écris
17. Même si (avec Nolwenn Leroy)

## Classements

### CD
| Pays                | Classement le plus élevé |
| ------------------- | ------------------------ |
| France (SNEP)       | 4                        |
| Belgique (Wallonie) | 9                        |
| Suisse              | 42                       |

### DVD
| Pays                  | Classement le plus élevé |
| --------------------- | ------------------------ |
| France (charts vidéo) | 7                        |
| Belgique (Wallonie)   | 1                        |

### Classements en fin d’année
| Année | Pays                  | Classement |
| ----- | --------------------- | ---------- |
| 2006  | Belgique (Wallonie)   | 50         |
| 2007  | Belgique (Wallonie)   | 4          |
| 2007  | France (charts vidéo) | 2          |

## Réception
L’album live s’est vendu à plus de 140 000 exemplaires. Le DVD a bénéficié d’une forte longévité dans les classements, particulièrement en Belgique et en France après le décès du chanteur.

## Tournée 2006
La tournée 2006 de Grégory Lemarchal s'est déroulée du 9 mai au 26 juin 2006 en France, Belgique et Suisse. Elle a été marquée par des concerts dans des salles prestigieuses, dont plusieurs dates à l'Olympia de Paris, où l'album live Olympia 06 a été enregistré.
| Date         | Ville         | Salle                                         |
| ------------ | ------------- | --------------------------------------------- |
| 9 mai 2006   | Longjumeau    | Théâtre De Longjumeau                         |
| 13 mai 2006  | Aix-les-Bains | Non précisé                                   |
| 16 mai 2006  | Strasbourg    | Palais De La Musique Et Des Congrès           |
| 17 mai 2006  | Metz          | Arènes De Metz                                |
| 20 mai 2006  | Tours         | Vinci Centre De Congrès                       |
| 21 mai 2006  | Quimper       | Parc Des Expos                                |
| 23 mai 2006  | Lausanne      | Palais De Beaulieu                            |
| 24 mai 2006  | Annecy        | Hall Des Expositions                          |
| 26 mai 2006  | Lyon          | Bourse Du Travail                             |
| 29 mai 2006  | Paris         | L'Olympia                                     |
| 30 mai 2006  | Paris         | L'Olympia                                     |
| 31 mai 2006  | Paris         | L'Olympia                                     |
| 3 juin 2006  | Bordeaux      | Théâtre Femina                                |
| 4 juin 2006  | Nantes        | Cite Des Congrès                              |
| 9 juin 2006  | Grenoble      | Summum                                        |
| 10 juin 2006 | Besançon      | Micropolis                                    |
| 14 juin 2006 | Marseille     | Palais Des Congrès                            |
| 21 juin 2006 | Liège         | Théâtre Le Forum                              |
| 23 juin 2006 | Bruxelles     | Cirque Royal De Bruxelles - Koninklijk Circus |
| 24 juin 2006 | Paris         | L'Olympia                                     |
| 26 juin 2006 | Metz          | Arènes De Metz                                |